# Stalitella noseki
Stalitella noseki là một loài nhện trong họ Dysderidae. Chúng được miêu tả năm 1933 bởi Absolon & Kratochvíl, và được tìm thấy ở Bosnia và Herzegovina, cũng như ở Montenegro.